# Der Desperado von Panama
Der Desperado von Panama ist ein deutscher Sensations- und Abenteuer-Stummfilm aus dem Jahre 1914 von und mit Joseph Delmont. 

## Handlung
Die Geschichte, deren Inhalt nur bruchstückhaft überliefert ist, spielt zur Zeit des Baus des Panamakanals 1906 bis 1914. Während die Vereinigten Staaten daran interessiert sind, das Großbauprojekt auf die Beine zu stellen, haben einheimische Kräfte, die Desperados, etwas dagegen, denn sie fürchten beträchtliche Nachteile und eine Fremdherrschaft. Man stiehlt die Baupläne und versucht damit, den Kanal-Durchstich zu verhindern. Doch im harten Kampf gelingt es den Kanalbefürwortern unter der Führung eines Leutnant Davis, die Pläne wiederzubeschaffen und den Kanalbau zu vollenden. Dabei kommen so manche Kämpfer ums Leben.

## Produktionsnotizen
Der Desperado von Panama entstand mit seinen Außenaufnahmen im Frühjahr 1914 vor Ort am Panamakanal sowie mit Atelieraufnahmen in den Bioscop-Studios von Neubabelsberg, passierte im Juni 1914 die Filmzensur und wurde am 19. September desselben Jahres uraufgeführt. Der Vierakter besaß in Deutschland eine Länge von 951 bzw. (nach kleinen Schnitten) 927 Meter, in Österreich-Ungarn, wo der Film (nach einer Interessentenvorführung am 23. November 1914) am 18. Dezember 1914 anlief, rund 1100 Meter und besaß lediglich drei Akte. Bei der deutschen Neuzensurierung am 6. April 1921 wurde der Film auf 872 Meter heruntergekürzt und nunmehr auch für die Jugend freigegeben. Der Streifen trug jetzt den Titel Balboa, der Desperado von Panama.

## Kritiken
Die Kinematographische Rundschau nannte den Film „eine abenteuerliche Diebstahlsgeschichte“ und stellte vor allem eine „sensationelle Flucht und Verfolgung zu Wasser und zu Land, eine nervenerschütternde Episode unter einem Schlagpflock, die Entzündung einer Mine“ heraus, die „das Publikum verblüffen“ werden.
Das Grazer Volksblatt konstatierte, der Film gebe „naturgemäß Gelegenheit zu prachtvollen, hochinteressanten Bildern vom Panamakanal und weist außerdem eine höchst spannende Handlung auf.“